# 50 Pułk Artylerii Haubic

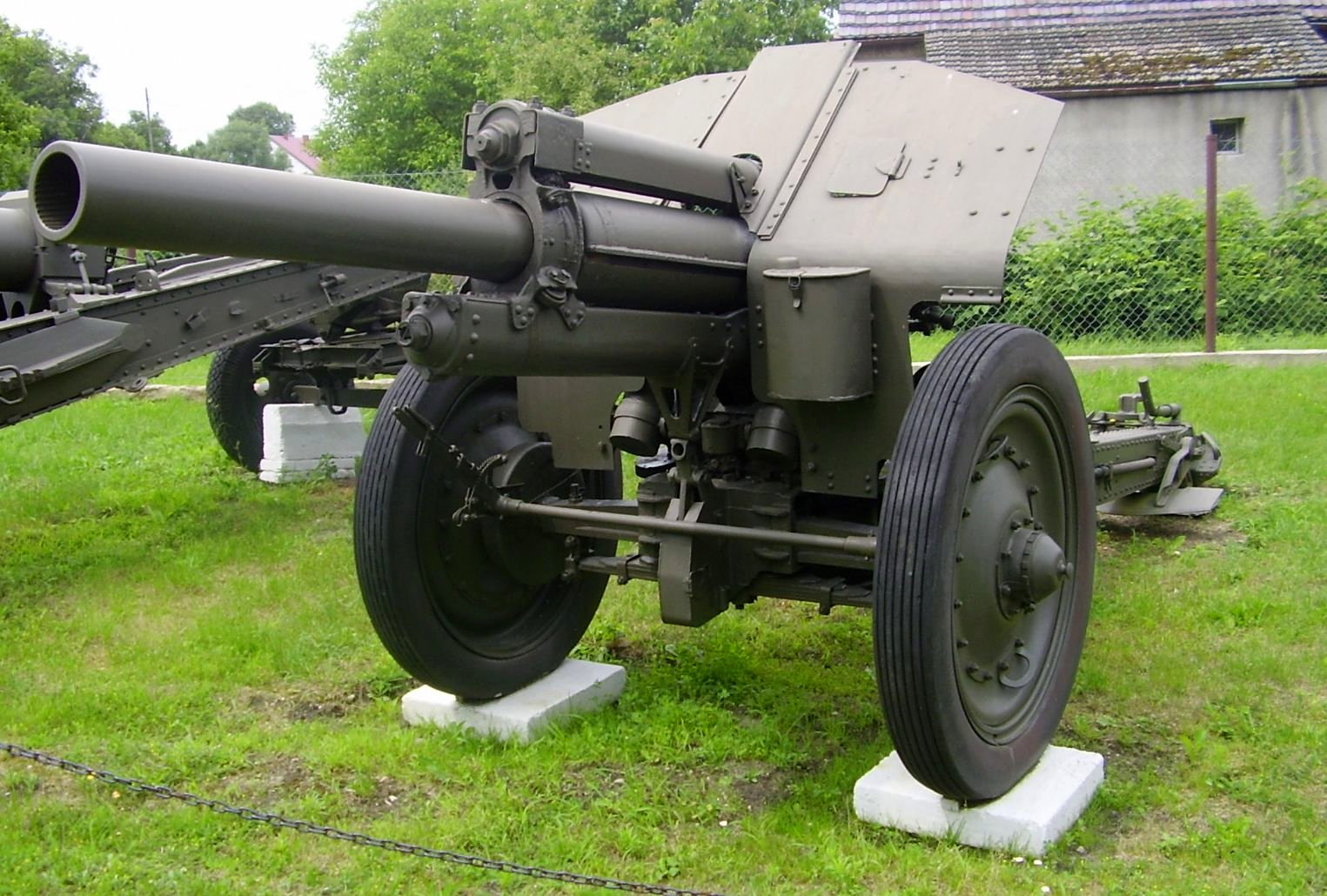
122 mm haubica wz. 1938 (M-30)

50 pułk artylerii haubic – pułk artylerii polskiej ludowego Wojska Polskiego.
Sformowany we wsi Adampol koło Włodawy na podstawie rozkazu Naczelnego Dowództwa Wojska Polskiego nr 8 z 20 sierpnia 1944. Przysięgę żołnierze pułku złożyli w grudniu 1944 w Adampolu.

## Dowódcy
- ppłk Zachar Szyszkin

## Skład etatowy
- dowództwo i sztab
- pluton topograficzny
- 1 dywizjon artylerii haubic
  - trzy baterie artylerii haubic
- 2 dywizjon artylerii haubic
  - dwie baterie artylerii haubic
- park artyleryjski

żołnierzy – 653 (oficerów – 70, podoficerów – 186, szeregowców – 397)
sprzęt:
- 122 mm haubice – 20
- rusznice przeciwpancerne – 20
- samochody – 53
- ciągniki – 25

## Działania bojowe
Pułk wchodził w skład 7 Brygady Artylerii Haubic.
Walczył w operacji łużyckiej pod Welką, Lubachau i Quatitz. Największe straty poniósł pod Luppedubrau. Prowadząc działania pościgowe w operacji praskiej doszedł pod Ostrau.
Szlak bojowy zakończył 11 maja 1945 pod Ostrau.
|  |  |  |  |  |